# Jurovski Brod
Jurovski Brod je mjesto u općini Žakanje, u Karlovačkoj županiji. Ima 209 stanovnika (2001.)
Nalazi se na samoj granici sa Slovenijom.
DVD Jurovski Brod je najveće dobrovoljno-vatrogasno društvo na prostoru općine Žakanje.

## Stanovništvo
- 2001. – 209
- 1991. – 204 (Hrvati – 201, ostali – 3)
- 1981. – 118 (Hrvati – 113, ostali – 5)
- 1971. – 150 (Hrvati – 139, ostali – 11)

| broj stanovnika | 159   | 201   | 186   | 171   | 174   | 116   | 122   | 103   | 135   | 118   | 112   | 150   | 118   | 204   | 209   | 182   | 158   |
|                 | 1857. | 1869. | 1880. | 1890. | 1900. | 1910. | 1921. | 1931. | 1948. | 1953. | 1961. | 1971. | 1981. | 1991. | 2001. | 2011. | 2021. |